# Cathédrale Saint-Pierre-et-Saint-Paul de Tallinn
Cette  cathédrale ne doit pas être confondue avec une autre cathédrale de Tallinn.
 D’autres cathédrales portent le nom de cathédrale Saint-Pierre-et-Saint-Paul.
La cathédrale Saint-Pierre-et-Saint-Paul de Tallinn est une cathédrale catholique située à Tallinn, capitale de l'Estonie,,. 

## Présentation
C'est le siège de l'évêché catholique.
Monseigneur Jourdan, français d'origine, maîtrise parfaitement la langue estonienne et a adopté la nationalité estonienne pour pouvoir devenir évêque d'Estonie. Il est le dernier évêque à avoir été nommé par le Pape Jean-Paul II, en 2005. 
La cathédrale propose des offices en estonien, en russe et en polonais et en anglais.

## Histoire
Les Croisades baltes introduisent le catholicisme en Estonie qui domine la vie religieuse au Moyen Âge. 
Au XVIe siècle, avec la Réforme protestante, le luthéranisme devient la religion dominante.
Pendant la période de dominantion suédoise le catholicisme est banni.
Quand la Suède cède l'Estonie à l'Empire Russe à la fin de la grande guerre du Nord, les nouvelles autorités instituent la liberté religieuse. 
En 1799, la paroisse catholique s'est agrandie et reprend usage de l'ancien réfectoire du monastère Saint-Catherine resté fermé depuis le bannissement.
Le réfectoire sert de lieu de culte et il est situé à l'endroit de l'église actuelle.
En 1841, le lieu de culte étant devenu trop exigu, une nouvelle église est conçue par  Carlo Rossi. 
Il conçoit une basilique de style néo-gothique, sans abside, avec un extérieur de style néo-classique. 
Entre 1920 et 1924,  Erich Jacoby et Franz de Vries donnent à la façade occidentale son aspect actuel.
L'intérieur de l'église reflète encore la conception de Carlo Rossi mais les décorations en bois de style néo-gothique  ont été enlevées.
La cathédrale possède quelques œuvres d'Art dont des œuvres d’artistes Germano-Baltes comme Carl Friedrich Sigismund Walther, Robert Johann Salemann et une copie d'une peinture de Guido Reni. 
En 2002–2003, la cathédrale a été rénovée.

## Galerie

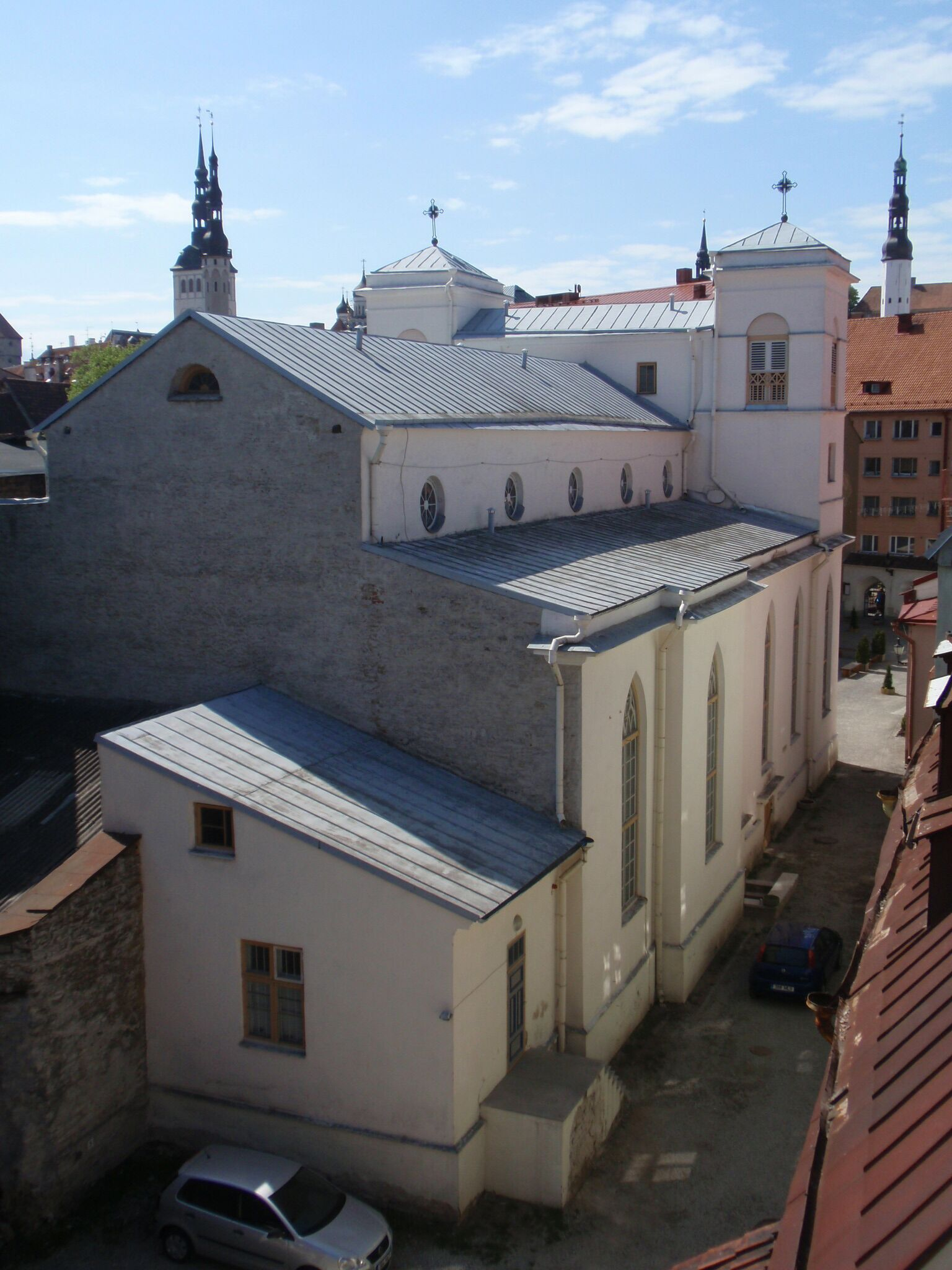
Vue arrière.
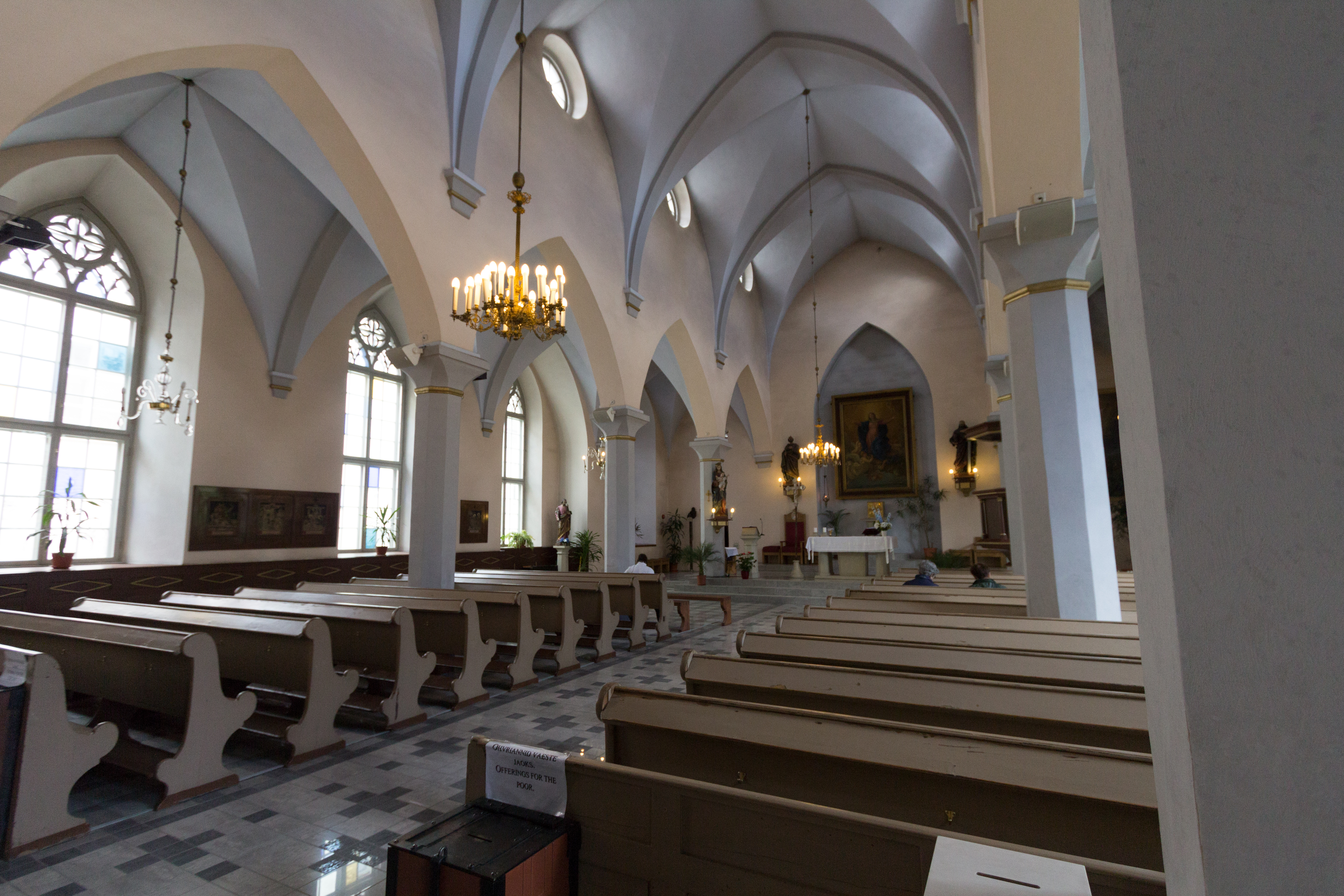
Vue intérieure.
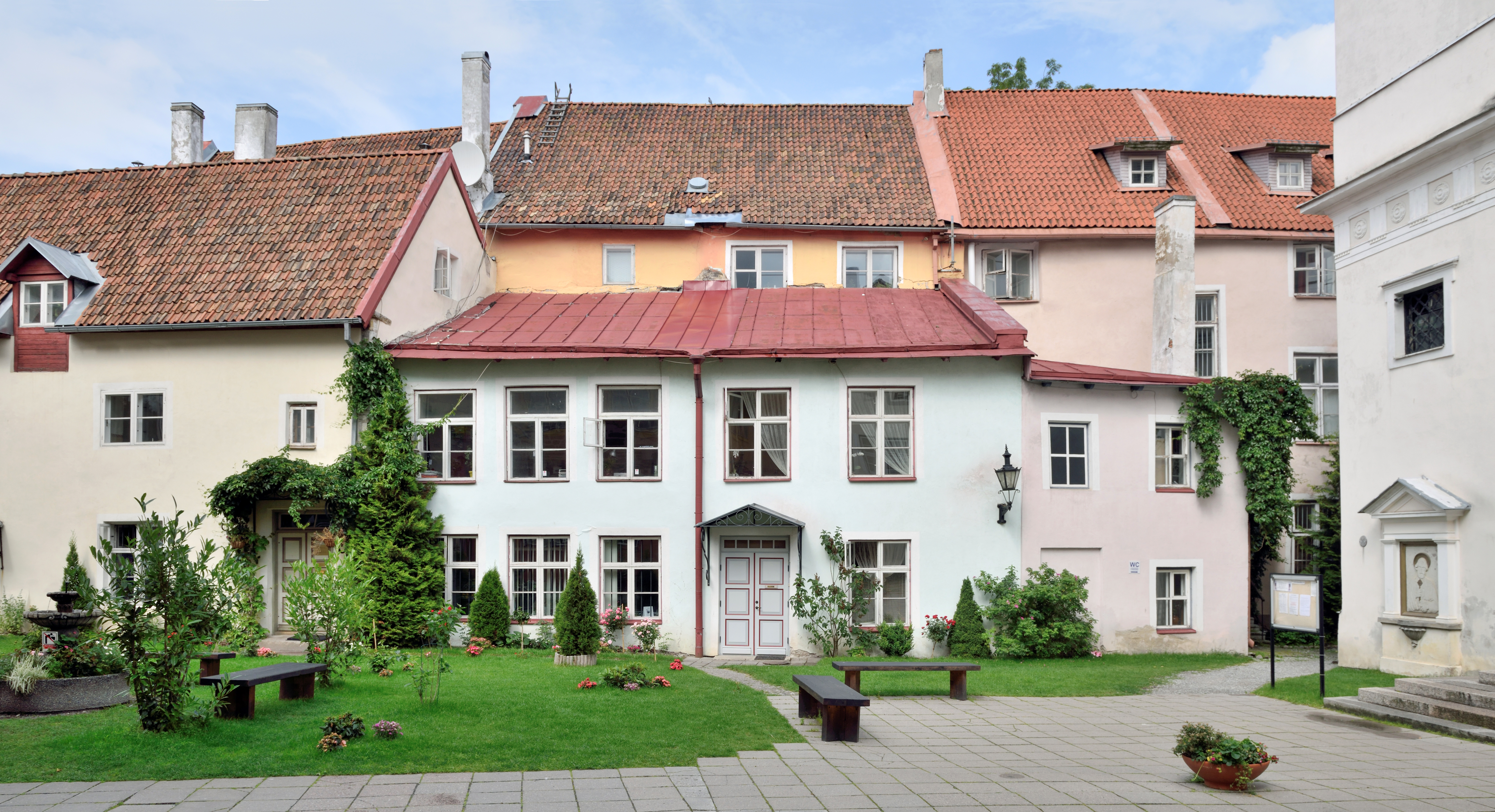
Maison derrière la cathédrale.
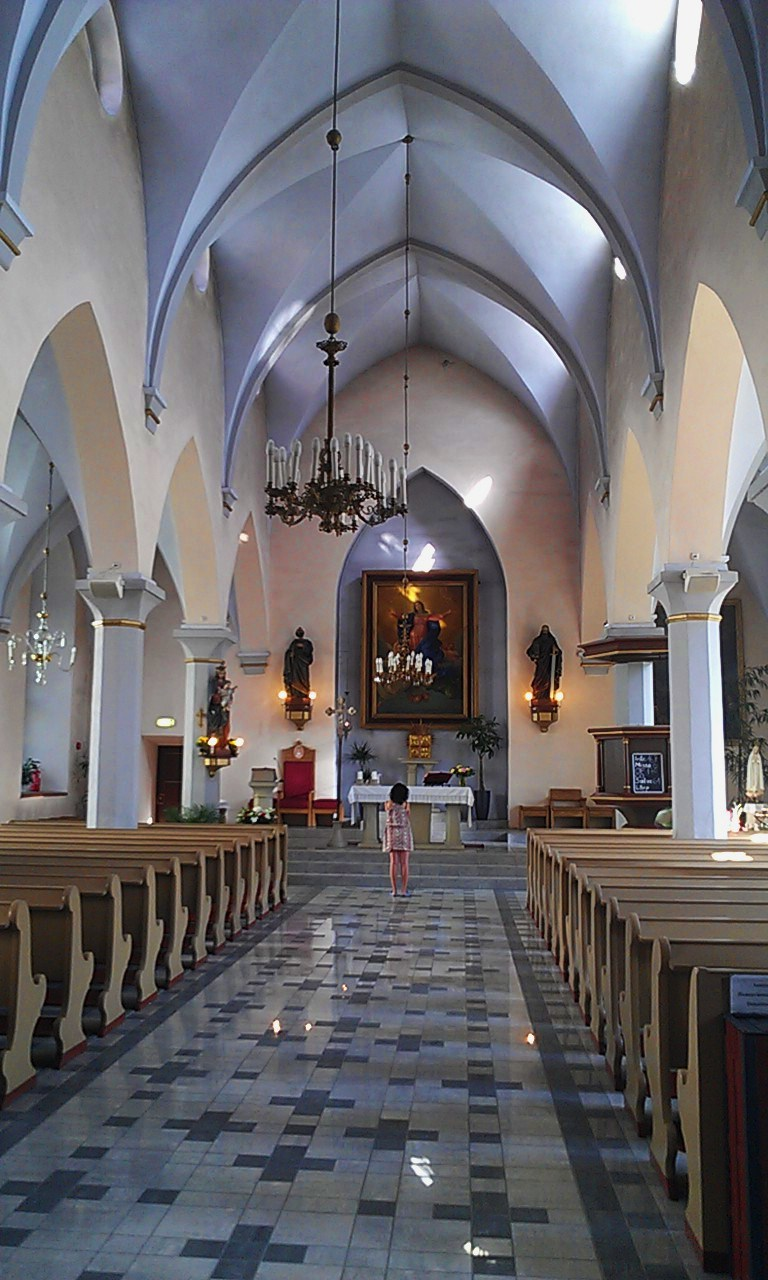
Vue intérieure.
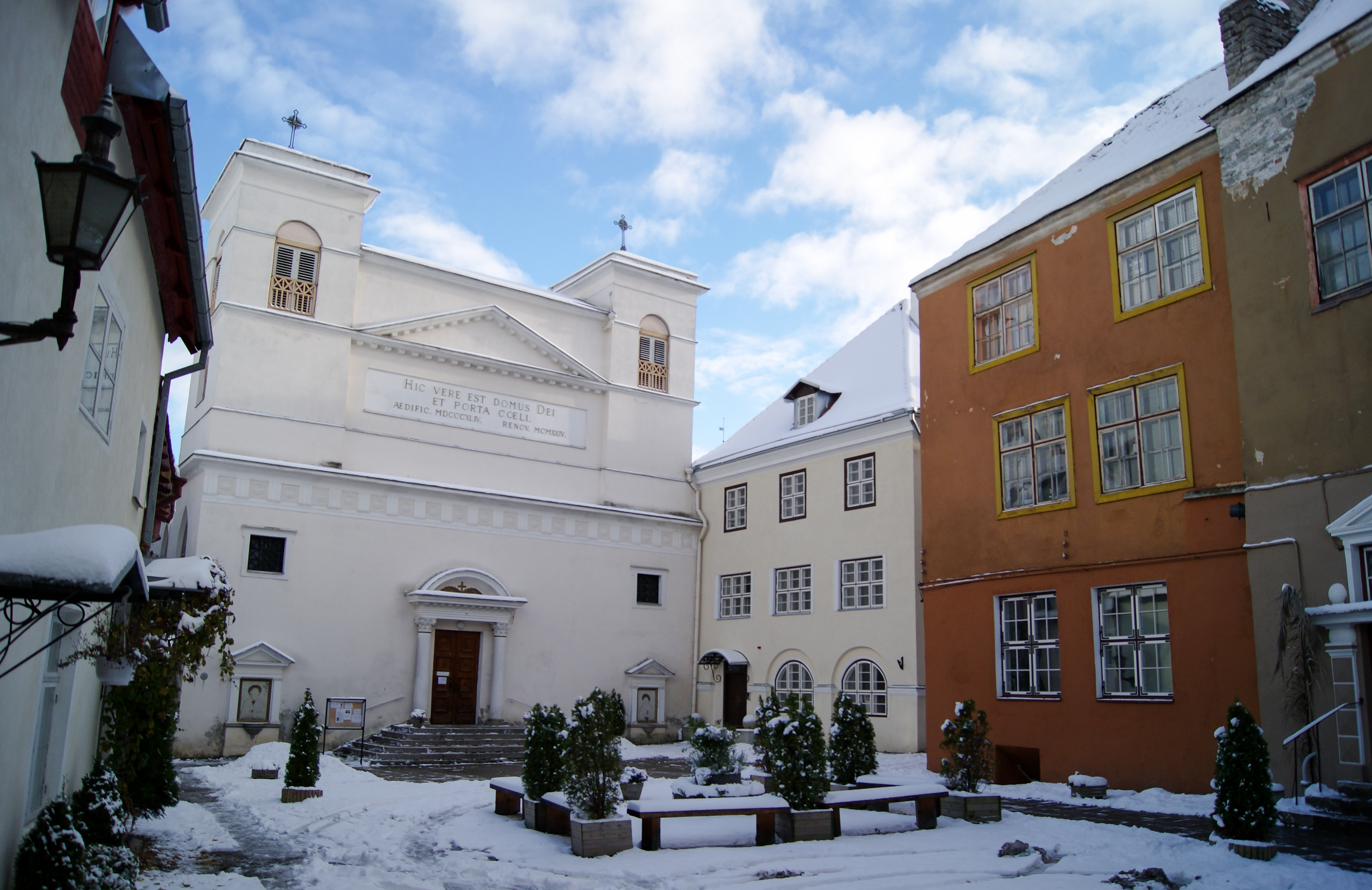
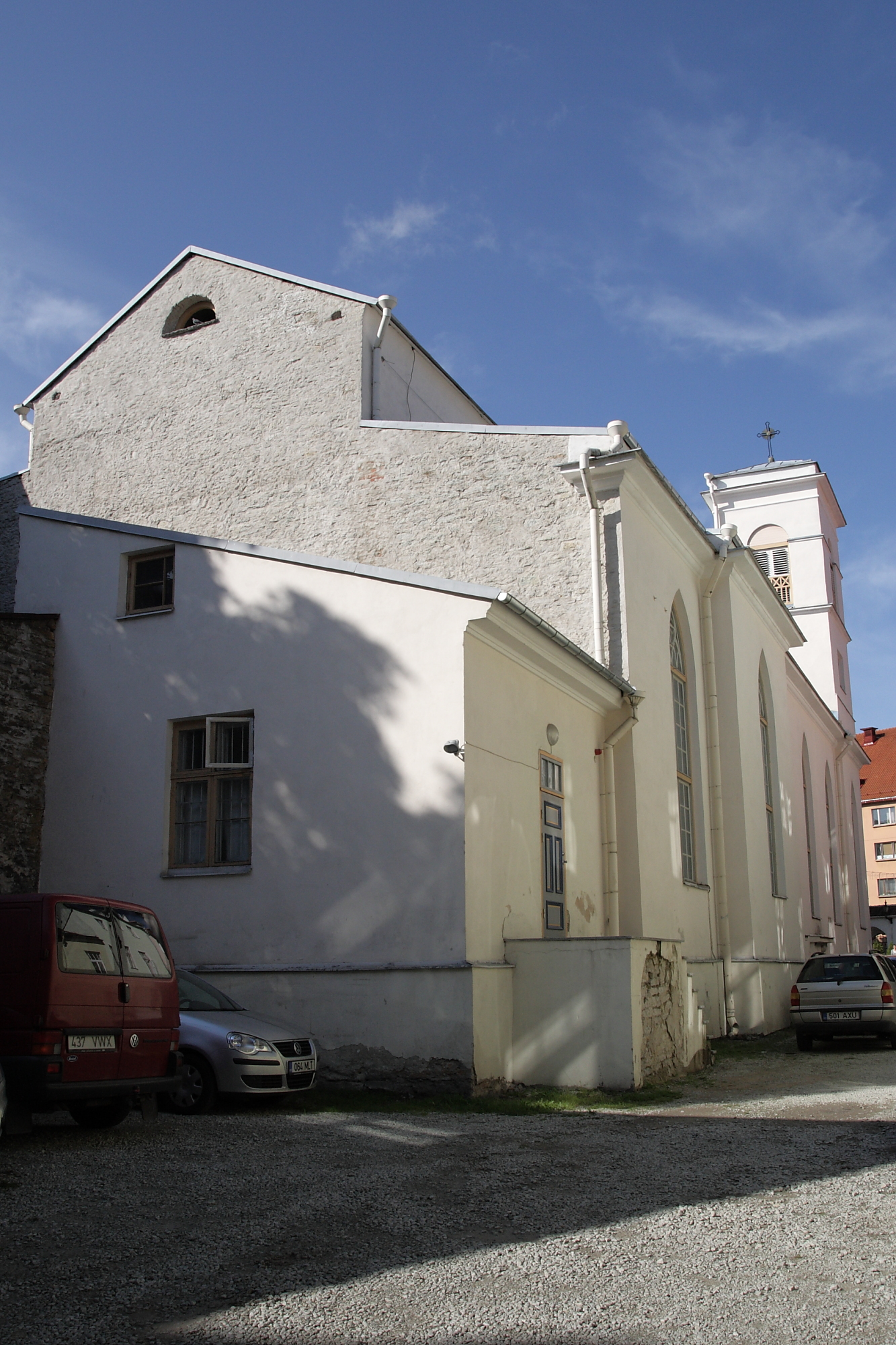